# Peter Schaap (SD'er)
Pieter (Peter) Schaap (Zandvoort, 18 juni 1902 – Groningen, 29 juni 1949) was een Nederlandse medewerker van de SD, een van de Duitse politieorganisaties onder het gezag van Heinrich Himmler en het Reichssicherheitshauptamt in Berlijn. Hij was een fanatieke Jodenvervolger en schoot talloze mensen dood. Na de Tweede Wereldoorlog werd hij ter dood veroordeeld en geëxecuteerd.

## Biografie
Van 7 augustus 1922 tot 6 april 1923 was hij als dienstplichtig matroos onder de wapenen bij de Koninklijke Marine. Daarna was hij nog in werkelijke dienst van 23 juni tot 12 juli 1924.
In 1926 werd hij politieman in Amsterdam en klom op tot brigadier-rechercheur. Tijdens de oorlog maakte hij snel carrière. In 1942 werd hij lid van de NSB en later ging hij ook bij de Germaansche SS. In 1943 kreeg hij een functie bij het Amsterdamse Bureau Joodsche Zaken, dat ondergedoken Joden oppakte en ondervroeg. Hij verwierf daar een slechte reputatie als een fanatiek vervolger van de Nederlandse Joden. Hij was medeverantwoordelijk voor de arrestatie van 10.000 Joden. Bij het bureau werkte hij onder andere samen met Ans van Dijk. Na Dolle Dinsdag werd hij in 1944 samen met zijn Amsterdamse baas Abraham Kaper en 8 anderen overgeplaatst naar het Groningse Scholtenhuis, een Duits politiebureau, om het team van Robert Lehnhoff te versterken. Hun in Amsterdam opgedane expertise met opsporingsmethoden en hun onbekendheid in Groningen leidden ertoe dat ze zich makkelijk undercover onder de bevolking konden begeven om aldaar talloze arrestaties te verrichten. Hij verkreeg daarbij de reputatie van een steeds wreder wordende ondervrager en beul. Vaak stelde Kaper bij ondervragingen in zijn kantoor kalm de vragen en stond Schaap met een zweepje te spelen achter de arrestant tot het moment dat Kaper woest werd; dan kwam hij in beweging en sloeg en schopte erop los.
Hij was degene die het 'jawoord' gaf om te schieten bij de executies van de leden van verzetsgroep 'De Groot' Anda Kerkhoven en Gerrit Boekhoven op 19 maart 1945 en hij was betrokken bij de moord op Dinie Aikema enkele dagen later. In april 1945 vermoordde hij de Joodse heer L.D. de Jong, volgens SD'er Korn om zijn vrouw te krijgen, maar volgens Schaap wilde Korn juist zijn vrouw. Schaap was actief betrokken bij het doodschieten van alle 'zware gevallen' (uiteindelijk in totaal 39 mensen) toen de geallieerden Groningen naderden. Op 8 april schoot hij net als de andere 4 betrokken SD'ers (onder wie Kaper en Kindel) 2 van de 10 Nederlandse mannen dood bij een executie in de bossen bij Anloo. Op 10 april schoot hij persoonlijk 10 mannen dood in Bakkeveen na hen eerst te hebben gemarteld. Volgens hem had hij van Lehnhoff opdracht gekregen hen te bevelen in een door hen zelf gegraven kuil te gaan liggen, waarop ze met handgranaten zouden moeten worden gedood. Hij vond dit naar eigen zeggen onmenselijk en kreeg daarop opdracht hen dan maar eigenhandig te executeren, hetgeen hij deed. 
Hij werd op grond van het Zuiveringsbesluit-1945 met ingang van 1 april 1945 uit het politiedienst ontslagen met verval van rechten.   

## Veroordeling
Voor de moordpartijen en de gruwelijke mishandelingen werd hij na de oorlog ter dood veroordeeld. Na afgewezen cassatie en gratieverzoek werd hij in 1949 door een vuurpeloton geëxecuteerd op de schietbanen van de Rabenhauptkazerne, aan de Hereweg in Groningen. Hij ligt met zijn tegelijk gefusilleerde baas Kaper en met Evert Drost begraven op de 2e Noodbegraafplaats van de gemeentelijke begraafplaats Selwerderhof. Schaap ligt daar in een anoniem graf met het nr. 709.
Zijn vrouw Maria Hendrika Schaap-Hassink (1893-1971) werd na de oorlog aangeklaagd voor het van hem aannemen van gestolen eigendommen van slachtoffers.